# Euristhmus microceps
Euristhmus microceps är en fiskart som först beskrevs av Richardson, 1845.  Euristhmus microceps ingår i släktet Euristhmus och familjen Plotosidae. Inga underarter finns listade i Catalogue of Life.